# Ivo Šestan
Ivo Šestan, slovenski odvetnik, veteran prve svetovne vojne in ustanovni član aerokluba naša krila, umrl zaradi posledic letalske nesreče na glavnem trgu v Mariboru. * 1895, Središče ob Dravi Avstro-Ogrska, † 28. november 1929, Maribor, Kraljevina Jugoslavija

## Življenjepis
Rodil se je na domačiji v Središču ob Dravi, srednjo šolo je obiskoval v Varaždinu, pravo je študiral v Zagrebu, bil je veteran prve svetovne vojne in tudi borec za severno mejo. Leta 1929 je odprl svojo odvetniško pisarno v Mariboru. Na njegovo iniciativo je nemška tovarna Raab-Katzenstein priredila letalski dan v Mariboru za promocijo prodaje. Bil je aktivni iniciator Mariborskega letališča. Zavzemal se je za letalsko šolo, šolo za aviomehanike in gradnjo letal. Bil je prvi tajnik aerokluba Naša krila in njegov ustanovni član. Imel je težko letalsko nesrečo 17. novembra 1929 z letalom registracije D-974 tipa Raab-Katzenstein KL.1 Schwalbe, ki je strmoglavilo na Glavnem trgu v Mariboru zaradi katerih posledic je umrl 28. novembra 1929.